# Welshit
Welshit (IMA-Symbol Wel) ist ein sehr selten vorkommendes Mineral aus der Mineralklasse der „Silikate und Germanate“ mit der chemischen Zusammensetzung Ca4[Mg9Sb5+3]O4[Si6Be3AlFe3+2O36] und gehört strukturell zu den Ketten- und Bandsilikaten.
Welshit kristallisiert im triklinen Kristallsystem und entwickelt stumpfprismatische Kristalle bis etwa drei Millimeter Größe. Das durchsichtige bis durchscheinende Mineral ist von tief rötlichbrauner bis rötlichschwarzer, im Durchlicht auch bräunlichoranger Farbe und zeigt auf den Oberflächen einen schwachen Diamantglanz. Seine Strichfarbe ist dagegen blassbraun.

## Etymologie und Geschichte
Erstmals entdeckt wurde Welshit in der berühmten polymetallischen Lagerstätte von Långban in der Gemeinde Filipstad (Värmland) in Schweden. Die Erstbeschreibung erfolgte durch Paul Brian Moore, der das Mineral nach Wilfred Reinhardt Welsh (1915–2002) benannte. Dieser war ein bedeutender Förderer und ehemaliger Präsident des Franklin Mineral Museum.
Moor sandte seine Untersuchungsergebnisse und den gewählten Namen 1973 zur Prüfung an die International Mineralogical Association (interne Eingangsnummer der IMA: 1973-019), die den Welshit als eigenständige Mineralart anerkannte. Die Erstbeschreibung wurde 1978 im Fachmagazin Mineralogical Magazine veröffentlicht.
Das Typmaterial des Minerals wird im Naturhistoriska riksmuseet (englisch Swedish Museum of Natural History; SMNH) in Stockholm (Schweden) unter der Inventarnummer 532480 (HT) und im National Museum of Natural History (NMNH) in Washington, D.C. (USA) unter der Inventarnummer 137022 (T) aufbewahrt.

## Klassifikation
In der veralteten 8. Auflage der Mineralsystematik nach Strunz war der Welshit noch nicht aufgeführt.
In der zuletzt 2018 überarbeiteten Lapis-Systematik nach Stefan Weiß, die formal auf der alten Systematik von Karl Hugo Strunz in der 8. Auflage basiert, erhielt das Mineral die System- und Mineralnummer VIII/F.14-070. Dies entspricht der Klasse der „Silikate“ und dort der Abteilung „Ketten- und Bandsilikate“, wo Welshit zusammen mit Addibischoffit, Aenigmatit, Dorrit, Høgtuvait, Khesinit, Krinovit, Kuratit, Makarochkinit, Rhönit, Serendibit, Warkit und Wilkinsonit die „Aenigmatitgruppe“ mit der Systemnummer VIII/F.14 bildet.
Die von der IMA zuletzt 2009 aktualisierte 9. Auflage der Strunz’schen Mineralsystematik ordnet den Welshit in die erweiterte Klasse der „Silikate und Germanate“, dort aber ebenfalls in die Abteilung „Ketten- und Bandsilikate (Inosilikate)“ ein. Diese ist allerdings weiter unterteilt nach der Struktur der Silikatketten. Das Mineral ist hier entsprechend seinem Aufbau in der Unterabteilung „Ketten- und Bandsilikate mit 4-periodischen Einfachketten, Si4O12“ zu finden, wo es zusammen mit Aenigmatit, Baykovit, Dorrit, Høgtuvait, Khmaralith, Krinovit, Makarochkinit, Rhönit, Sapphirin, Serendibit und Wilkinsonit eine unbenannte Gruppe mit der Systemnummer 9.DH.45 bildet.
In der vorwiegend im englischen Sprachraum gebräuchlichen Systematik der Minerale nach Dana hat Welshit die System- und Mineralnummer 69.02.01a.07. Das entspricht ebenfalls der Klasse der „Silikate“ und dort der Abteilung „Kettensilikate: Ketten mit Seitenzweigen oder Schleifen“. Hier findet er sich innerhalb der Unterabteilung „Kettensilikate: Ketten mit Seitenzweigen oder Schleifen mit P>2“ in der „Aenigmatit und verwandte Arten (Aenigmatit-Untergruppe)“, in der auch Aenigmatit, Dorrit, Høgtuvait, Krinovit, Rhönit, Serendibit, Wilkinsonit und Makarochkinit eingeordnet sind.

## Kristallstruktur
Welshit kristallisiert in der triklinen Raumgruppe P1 (Raumgruppen-Nr. 1) mit den Gitterparametern a = 10,394 Å; b = 10,777 Å; c = 8,896 Å; α = 105,953°; β = 96,294° und γ = 124,948° sowie einer Formeleinheit pro Elementarzelle.

## Bildung und Fundorte
Welshit bildet sich in hämatit- und dolomitreichen Skarnen wo er in Paragenese mit Adelit, Berzeliit, Hausmannit, manganhaltiger Phlogopit, Richterit, Roméit und Swedenborgit auftritt.
Seine Typlokalität Långban ist bisher der einzige bekannte Fundort für Welshit (Stand 2025).